# Prokopije
Prokopije iz Cezareje (grčki: Προϰόπιος ὁ Καισαρεύς, Prokópios ho Kaisareús, latinizirano: Procopius Caesariensis) (Cezareja, Palestina Prima, oko 490. – ?, oko 565.) bio je bizantski povjesničar. Autor je djela: Povijest ratova, O građevinama i Tajna povijest. Njegova su djela primarni izvori za vladavinu bizantskog cara Justinijana I. Velikoga.

## Životopis
Prokopije iz Cezareje rođen je u Cezareji oko 490. godine. Nakon stjecanja retorskoga i pravničkoga obrazovanja, od 527. do 540. godine bio je u službi vojskovođe Belizara, kojega je pratio u vojnim pohodima od Mezopotamije i sjeverne Afrike do Italije. Od 540. godine većinom je boravio u Carigradu. Umro je oko 565. godine.

## Djela

### Povijest ratova
Povijest ratova (grčki: Ἱστορίαι ili Ὑπὲρ τῶν πολέμων λόγοι, latinski: De bellis), nastalo vjerojatno po Belizarovu nalogu, u kojem je, u osam knjiga, opisao ratove protiv Perzijanaca (I. i II knjiga., 530. – 532., 540. – 549.), Vandala (III. i IV. knjiga, 533. – 535.) i Ostrogota, uključujući provale barbara na Balkan (od V. do VII. knjige, 545. – 553.), ratove u Italiji te na dunavskoj i istočnoj granici (VIII. knjiga, do 552.). Unatoč pristranomu pozitivnomu stavu prema Belizaru, djelo je izvanredno vrijedno kao povijesni izvor za suvremena zbivanja, premda kronologija nije uvijek pouzdana. Za hrvatsku su povijest osobito važni podatci o upadima Slavena.

### O građevinama
U djelu O građevinama (grčki: Περὶ ϰτισμάτων, latinski: De aedificiis), koje je prema Justinijanovoj zapovijedi napisao od 553. do 555. godine, panegirički je uzveličao cara i njegovu građevnu djelatnost.

### Tajna povijest
Potpuno su oprječni po stavu Neobjavljeni spisi (grčki: Ἀνέϰδοτα), poznati i kao Tajna povijest (latinski: Historia arcana), nastali 550. ili od 558. do 559. godine. Taj oštri pamflet, izrađen na temelju dvorskih priča, usmjeren je u prvome redu protiv Justinijana I. i carice Teodore, ali i protiv Belizara i njegove supruge Antonine. Njime je iskazao neraspoloženje bizantske aristokracije prema Justinijanovoj politici.